# Kainozoikum

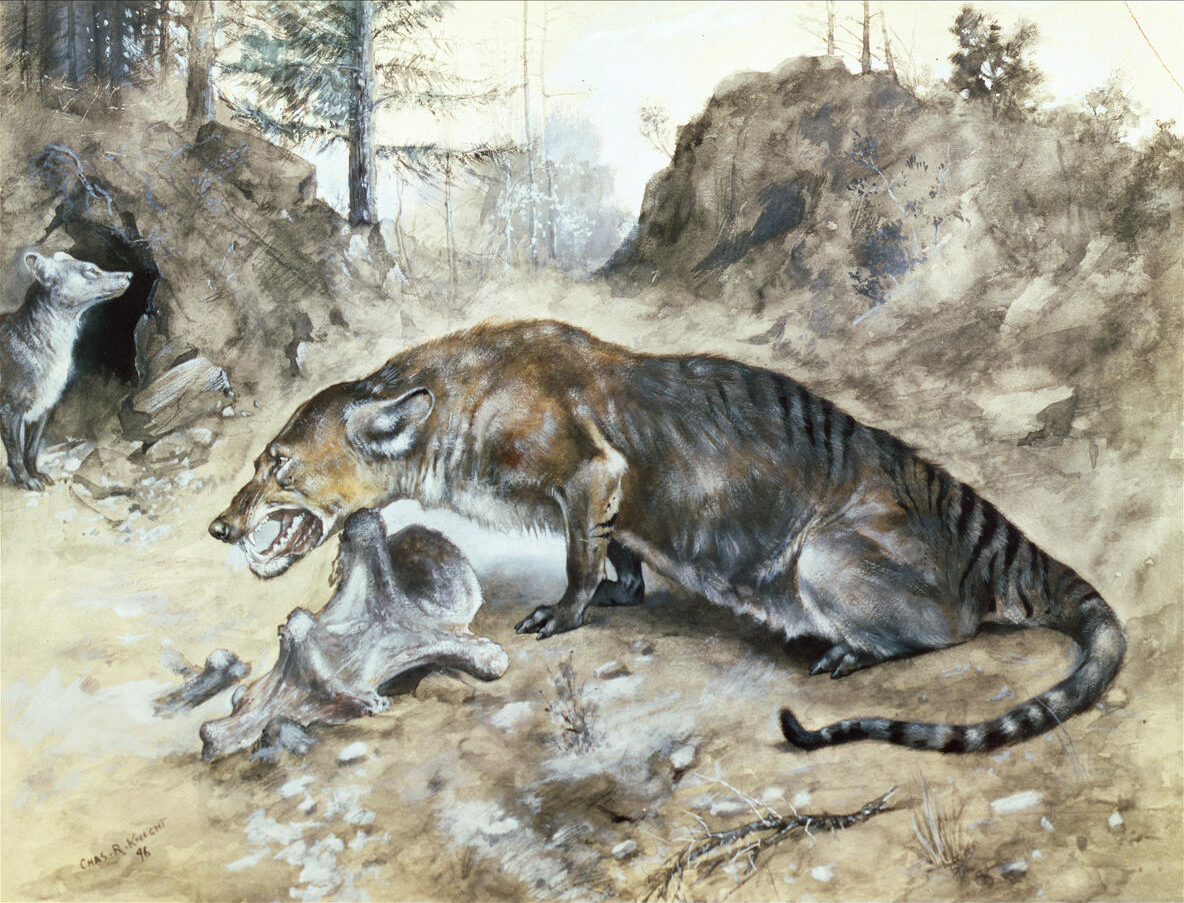
Hiénaszerű ragadozó emlős, mesonyx az eocén korszakban

A kainozoikum a legutóbbi a fanerozoikum eon három földtörténeti ideje közül: ma is zajlik. A fanerozoikum középidejét, a mezozoikumot követte.
Görög eredetű név (görög kainos ’új’, zóé ’élet’), fordították már újállatidőnek is. Az elnevezést John Philips használta először, 1840-ben.
Ez az „emlősök kora”, hiszen 66 millió évvel (mya) ezelőtt kezdődött, a köznapi kifejezéssel a dinoszauruszok kihalásaként emlegetett nagy kréta–tercier kihalási esemény után.

## Felosztása
Két további korszakra bontják, a korábbi paleogénre és az ezt követő neogénre, amelyek további korokra bonthatók. A részletes felosztás következő.
Paleogén:
- Paleocén
- Eocén
- Oligocén (~34-23 mya)

Neogén:
- Miocén (~23-5,3 mya)
- Pliocén (~5,3-2,6 mya)
- Pleisztocén (~2,6-0,0117 mya)
- Holocén (11 700 évvel ezelőtt kezdődött; a jelenkor)

Használnak olyan felosztást is, amelyben a pleisztocén és holocén különválasztva alkotja a negyedidőszakot, ami pedig előtte van a kainozoikumból, az a harmadidőszak. (A legtöbb geológus azonban ezt az utóbbi – időben korábban kialakított – felosztást már nem ismeri el.)

## Élet a kainozoikumban

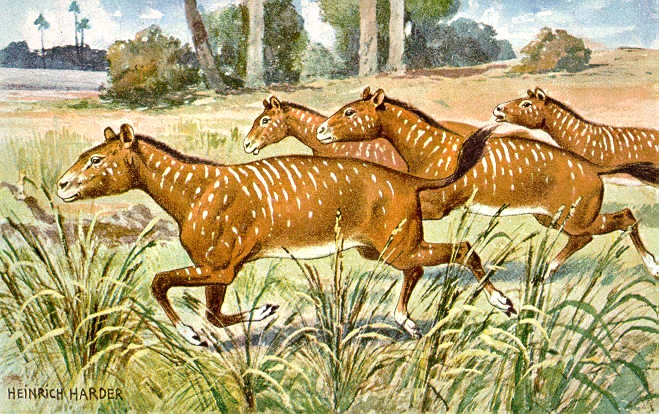
Mesohippus, azaz "félló" őslovak, eocén-oligocén

A kainozoikumban az emlősök kisszámú egyszerű és specializálatlan fajból a földi, vízi és légi élőlények sokszínű univerzumává fejlődtek, elfoglalva a kihalt fajok által hátrahagyott élettereket.
A kainozoikum ugyanakkor nem csak az emlősök kora, hanem a szavannáké és az egymástól függő virágos növényeké és rovaroké is. Ebben a korszakban ugyancsak nagy fejlődésnek indultak a madarak. Az eocénben tűntek el a nyitvatermőkhöz tartozó magaspáfrányok. Az emberszabású majmok fejlődése az oligocénben kezdődött.
Geológiailag ez az a kor, amikor a kontinensek jelenlegi helyükre mozdultak. Ausztrália és Új-Guinea levált a Gondwanáról és északra sodródott, hogy Délkelet-Ázsiában kössön ki, az Antarktisz a Déli-sarkra került, az Atlanti-óceán kiszélesedett és később Dél-Amerika összeköttetésbe került Észak-Amerikával.

## Éghajlata
A mezozoikumi magas hőmérséklethez képest már az eocénben megkezdődött a lehűlés, a miocén végére pedig az Antraktiszon kialakult a jégtakaró, majd a harmadidőszak végén az északi pólus környezetében is megkezdődött az eljegesedés. A pleisztocénben az összefüggő jégtakaró Európában a mai Krakkóig, Amerikában New Yorkig ért. A jégkorszakok során a jégtakaró periodikusan hol előrenyomult, hol visszavonult.

## A kainozoikum Magyarországon
A kainozoikum jó részében a Kárpát-medencét még elérték a Tethys-óceán nyúlványai. Az eocén végén és az oligocén elején a Magura-óceán nevű ág hullámzott itt. Ennek aljzata más lemezek alá mozdult és az alsó miocén végére felgyűrődött a Külső-Kárpátok. Tethys előrenyomuló és visszahúzódó nyúlványai többször elborították a területet, az itteni tengerrészek egészen az oligocén végéig kapcsolatban álltak a Tethysszel.
Ekkor az Alpok és a Dinári-hegység felgyűrődésével létrejött a Paratethys-medencerendszer, amely a Svájci Alpoktól Közép-Ázsiáig húzódott. Ennek üledékgyűjtői a beömlő folyóktól különböző mértékben kiédesedtek.
A középső miocéntől a Pannon-medence gyorsan süllyedni kezdett. A középső miocén végére összeköttetése megszűnt a Tethys-maradvány Földközi-tengerrel és kialakult a Pannon-tenger, ami fokozatosan töltődött fel, miközben vize kiédesedett. A pleisztocénban megemelkedtek a medencén belüli hegységek és a nagy folyók nagyjából mai helyüket vették fel. A pleisztocén kori eljegesedés során Magyarország periglaciális (azaz a jégtakaróhoz közeli, de jéggel nem borított) terület volt, amit üledékek bizonyítanak.